# Noche de fuego
Noche de fuego is een Mexicaanse film uit 2021, geregisseerd door Tatiana Huezo. De film is geïnspireerd op de gelijknamige roman van de Amerikaans-Mexicaanse schrijfster Jennifer Clement.
De film ging op 15 juli 2021 in première op het filmfestival van Cannes. Noche de fuego werd door Mexico als kandidaat geselecteerd voor de Academy Awards in de categorie beste internationale film. De film haalde de shortlist van 15 films, maar werd niet genomineerd.

## Verhaal
De film laat zien hoe drie meisjes opgroeien in de bergen van de Mexicaanse staat Guerrero, waar ze allesbehalve veilig zijn en waar de volwassenen even machteloos zijn als de kinderen.

## Rolverdeling
| Acteur                        | Personage      |
| ----------------------------- | -------------- |
| Alejandra Camacho             | Paula (tiener) |
| Camila Gaal                   | Paula (meisje) |
| Marya Membreño                | Ana (tiener)   |
| Ana Cristina Ordóñez González | Ana (meisje)   |
| Giselle Barrera Sánchez       | María (tiener) |
| Itzel Pérez                   | María (meisje) |

## Release
De film ging in première 15 juli 2021 op het filmfestival van Cannes, waar de film werd vertoond in de Un certain regard-sectie van het festival.

## Ontvangst

### Recensies
Op Rotten Tomatoes geeft 96% van de 55 recensenten de film een positieve recensie, met een gemiddelde score van 7,80/10. De film heeft het label "Certified Fresh" (gegarandeerd vers). Website Metacritic komt tot een score van 83/100, gebaseerd op 14 recensies, wat staat voor "universal acclaim" (universele toejuiching).

### Prijzen en nominaties
Op het filmfestival van Cannes werd de film vertoond in de Un certain regard-sectie van het festival, waar de film een speciale vermelding ontving. In augustus 2022 werd bekendgemaakt dat de film was genomineerd voor 19 Ariels, de belangrijkste filmprijs in Mexico. De film won er uiteindelijk 7, waaronder de Ariel voor beste film. De film werd daarnaast door Mexico geselecteerd als inzending voor de Academy Awards in de categorie beste internationale film. De film haalde de shortlist van 15 films, maar werd niet genomineerd.
| Jaar | Evenement                                    | Categorie                       | Genomineerde                                   | Resultaat   |
| ---- | -------------------------------------------- | ------------------------------- | ---------------------------------------------- | ----------- |
| 2021 | Cannes (74ste editie)                        | Prix Un certain regard          | Noche de fuego                                 | Genomineerd |
| 2021 | Cannes (74ste editie)                        | Speciale vermelding             | Noche de fuego                                 | Gewonnen    |
| 2022 | Film Independent Spirit Award (37ste editie) | Beste internationale film       | Noche de fuego                                 | Genomineerd |
| 2022 | Satellite Awards (26ste editie)              | Beste niet-Engelstalige film    | Noche de fuego                                 | Genomineerd |
| 2022 | Ariel (64ste editie)                         | Beste film                      | Noche de fuego                                 | Gewonnen    |
| 2022 | Ariel (64ste editie)                         | Beste regisseur                 | Tatiana Huezo                                  | Genomineerd |
| 2022 | Ariel (64ste editie)                         | Beste actrice                   | Ana Cristina Ordoñez                           | Genomineerd |
| 2022 | Ariel (64ste editie)                         | Beste mannelijke bijrol         | Memo Villegas                                  | Genomineerd |
| 2022 | Ariel (64ste editie)                         | Beste vrouwelijke bijrol        | Eileen Yáñez                                   | Genomineerd |
| 2022 | Ariel (64ste editie)                         | Beste vrouwelijke bijrol        | Mayra Batalla                                  | Gewonnen    |
| 2022 | Ariel (64ste editie)                         | Beste vrouwelijke bijrol        | Norma Pablo                                    | Genomineerd |
| 2022 | Ariel (64ste editie)                         | Beste debiterend acteur/actrice | Alejandra Camacho                              | Genomineerd |
| 2022 | Ariel (64ste editie)                         | Beste debiterend acteur/actrice | Giselle Barrera                                | Genomineerd |
| 2022 | Ariel (64ste editie)                         | Beste bewerkt scenario          | Tatiana Huezo                                  | Gewonnen    |
| 2022 | Ariel (64ste editie)                         | Beste camerawerk                | Dariela Ludlow                                 | Gewonnen    |
| 2022 | Ariel (64ste editie)                         | Beste montage                   | Miguel Schverdfinger                           | Genomineerd |
| 2022 | Ariel (64ste editie)                         | Beste geluid                    | Lena Esquenazi, Federico G. Jordan, Paulo Gama | Gewonnen    |
| 2022 | Ariel (64ste editie)                         | Beste filmmuziek                | Leonardo Heiblum, Jacobo Lieberman             | Genomineerd |
| 2022 | Ariel (64ste editie)                         | Beste artdirector               | Oscar Tello                                    | Genomineerd |
| 2022 | Ariel (64ste editie)                         | Beste kostuums                  | Úrsula Schneider                               | Genomineerd |
| 2022 | Ariel (64ste editie)                         | Beste make-up                   | Roberto Ortiz, Ana Flores                      | Gewonnen    |
| 2022 | Ariel (64ste editie)                         | Beste visuele effecten          | Ricardo Arvizu Jr.                             | Gewonnen    |
| 2022 | Ariel (64ste editie)                         | Beste speciale effecten         | Miguel De Hoyos                                | Genomineerd |